# Raffaello De Ruggieri
Raffaello Giulio De Ruggieri (Matera, 24 ottobre 1935) è un politico italiano.

## Biografia
Raffaello De Ruggieri, fratello minore di Michele, già sindaco di Matera, è tra i fondatori del circolo culturale La Scaletta di Matera (Istituto Culturale, con nomina ministeriale), segnalandosi per essersi fatto promotore dell'istituzione del Parco della Murgia Materana e per aver presentato varie proposte di legge relative ai Sassi e alla loro conservazione.
È inoltre il fondatore e direttore della fondazione Zetema, che sotto la sua guida ha inaugurato il Museo della Scultura Contemporanea in Matera, ha promosso il restauro della Cripta del Peccato Originale (e di altri edifici nella città) e l'apertura della Scuola di Alta Formazione e Studio dell'Istituto Centrale del Restauro nella città di Matera, la prima nel meridione. Inoltre la fondazione ha istituito la Casa di Ortega (museo-laboratorio delle arti applicate nei Sassi di Matera), con conseguente restauro del quattrocentesco palazzo Gattini che lo ospita.
Nel 2007 è stato nominato dall'allora ministro Francesco Rutelli, componente del Consiglio Superiore per i Beni Culturali e Paesaggistici; mentre nel 2012 è stato insignito della toga d'oro, nell'aula magna del Tribunale di Matera.

### Attività politica
Dal 1974 è stato prima consigliere del comune di Matera nelle file del PRI e poi assessore comunale a Contenzioso e Patrimonio, Urbanistica e Lavori Pubblici, Sassi e Centro Storico; dal 1985 al 1990 è stato consigliere regionale della Basilicata, sempre nel PRI, ed ha presieduto la quarta commissione permanente del Consiglio Regionale della Basilicata. 
Il 14 giugno 2015 è stato eletto sindaco di Matera con il 54,5% dei voti  a capo di una coalizione formata dal centro-destra, e da alcune liste civiche, vincendo il ballottaggio contro il sindaco uscente Salvatore Adduce. Nel 2020 decide di non ricandidarsi per un secondo mandato.
In tale veste è stato nel comitato che ha portato Matera ad essere designata capitale europea della cultura nel 2019.
Il 19 gennaio 2019, alla presenza del Presidente della Repubblica Sergio Mattarella, da sindaco ha inaugurato, Matera Capitale Europea della Cultura per l'anno 2019.

## Premi e riconoscimenti
Il 29 agosto 2015, l'Amministrazione comunale di Pomarico gli conferisce il premio LucaniaOro per la cultura.

## Onorificenze
- Medaglia d'argento ai benemeriti della cultura e dell'arte[8]

## Opere
- Raffaello De Ruggieri, La Cripta del Peccato Originale a Matera, Collana 'Arte Segreta' diretta da Vittorio Sgarbi, Edizioni Giuseppe Barile, Matera, 2008.